# Cornelius Scipio
Scipio var namnet på en familj tillhörande gens Cornelia.

## Kända medlemmar
- Gnaeus Cornelius Scipio Asina, romersk politiker, konsul 260 f.Kr. och 254 f.Kr.
- Gnaeus Cornelius Scipio Calvus, romersk fältherre och statsman, konsul 222 f.Kr.
- Gnaeus Cornelius Scipio Hispallus,  romersk politiker, konsul 176 f.Kr.
- Gnaeus Cornelius Scipio Hispanus, romersk politiker, praetor 139 f.Kr.
- Lucius Cornelius Scipio (konsul 350 f.Kr.).), romersk politiker
- Lucius Cornelius Scipio (konsul 259 f.Kr.), romersk politiker
- Lucius Cornelius Scipio (praetor 174 f.Kr.), romersk politiker
- Lucius Cornelius Scipio (quaestor 167 f.Kr.), romersk politiker och militär
- Lucius Cornelius Scipio Asiaticus (konsul 190 f.Kr.), romersk politiker och fältherre
- Lucius Cornelius Scipio Asiaticus (konsul 83 f.Kr.), romersk politiker
- Lucius Cornelius Scipio Barbatus, romersk politiker, konsul 298 f.Kr.
- Publius Cornelius Scipio (tribun), romersk politiker och historiker, konsulartribun 395 och 394 f.Kr.
- Publius Cornelius Scipio (konsul 218 f.Kr.), romersk politiker och fältherre
- Publius Cornelius Scipio (augur), romersk politiker, augur 180 f.Kr.
- Publius Cornelius Scipio (konsul 16 f.Kr.), romersk politiker
- Publius Cornelius Scipio (quaestor), romersk politiker
- Publius Cornelius Scipio (konsul 56 e.Kr.), romersk politiker
- Publius Cornelius Scipio Aemilianus Africanus, romersk politiker, konsul 147 f.Kr. och 134 f.Kr.
- Publius Cornelius Scipio Africanus, romersk politiker, konsul 205 f.Kr. och 194 f.Kr.
- Publius Cornelius Scipio Asiaticus, romersk politiker, consul suffectus 68 e.Kr.
- Publius Cornelius Scipio Asina, romersk politiker, konsul 221 f.Kr., interrex 217 f.Kr.
- Publius Cornelius Scipio Nasica (konsul), romersk politiker, konsul 191 f.Kr
- Publius Cornelius Scipio Nasica (praetor), romersk politiker, praetor 93 f.Kr.
- Publius Cornelius Scipio Nasica Corculum,  romersk politiker, konsul 162 f.Kr. och 155 f.Kr.
- Publius Cornelius Scipio Nasica Serapio (konsul 138 f.Kr.), romersk politiker
- Publius Cornelius Scipio Nasica Serapio (konsul 111 f.Kr.), romersk politiker
- Publius Cornelius Lentulus Scipio (konsul 2 e.Kr.), romersk politiker
- Publius Cornelius Lentulus Scipio (konsul 24 e.Kr.), romersk politiker
- Servius Cornelius Scipio Salvidienus Orfitus (konsul 51), romersk politiker
- Servius Cornelius Scipio Salvidienus Orfitus (suffektkonsul), romersk politiker
- Servius Cornelius Scipio Salvidienus Orfitus (konsul 110), romersk politiker
- Servius Cornelius Scipio Salvidienus Orfitus (konsul 149), romersk politiker
- Servius Cornelius Scipio Salvidienus Orfitus (konsul 178), romersk politiker